# Campionato mondiale di hockey su prato 2006

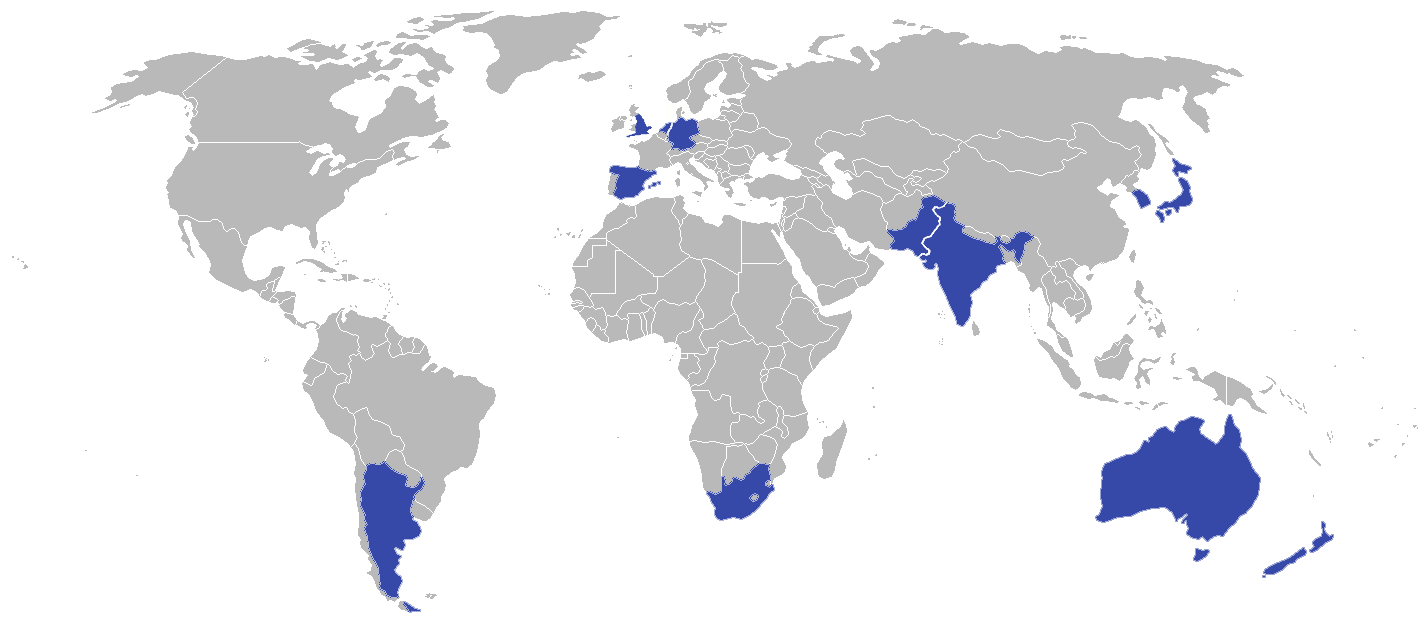
Nazioni partecipanti

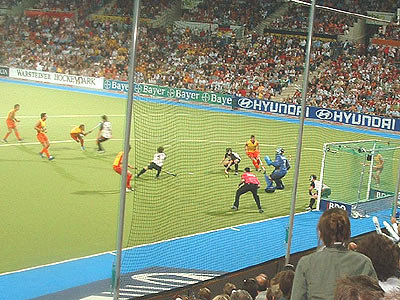
La seconda semifinale tra la Germania e la Spagna

L'edizione del 2006 della Coppa del Mondo di hockey maschile è stata la 11a rassegna mondiale del torneo di hockey su prato e si è tenuta dal 6 settembre al 17 settembre 2006 al Warsteiner HockeyPark di Mönchengladbach in Germania.
Si è trattata della prima edizione dei mondiali di hockey che ha visto la Germania come paese ospitante.
I detentori tedeschi del titolo del 2002 si sono riconfermati, battendo nuovamente in finale - questa volta di misura - la nazionale australiana.
Per la Germania si è trattato del 2º titolo, dopo quello vinto nella rassegna di Kuala Lumpur del 2002.
La Spagna ha conquistato la terza piazza, battendo la Corea del Sud per 3-2, ottenendo in tal modo la terza medaglia nella rassegna iridata, di cui 2 d'argento e 1 di bronzo.

## Qualificazioni
Tutte le squadre che hanno vinto la rassegna continentale di riferimento in una delle cinque confederazioni e la nazione ospitante si sono qualificate automaticamente al campionato del mondo. La Federazione europea ha ottenuto uno slot supplementari in base alla classifica mondiale della International Hockey Federation. Infine, i cinque slot residui sono andati alle tre squadre che hanno vinto i turni di qualificazioni.
| Data                       | Evento                                                   | Luogo                  | Squadra qualificata                                       |
| -------------------------- | -------------------------------------------------------- | ---------------------- | --------------------------------------------------------- |
|                            | Paese ospitante                                          | Germania               | Germania                                                  |
| 21-28 settembre 2003       | Campionato asiatico di hockey su prato maschile del 2003 | Kuala Lumpur, Malaysia | India                                                     |
| 12-23 maggio 2004          | Coppa Panamericana 2004                                  | London, Canada         | Argentina                                                 |
| 28 agosto-4 settembre 2005 | Campionato europeo di hockey su prato maschile 2005      | Lipsia, Germania       | Spagna Paesi Bassi                                        |
| 1-8 ottobre 2005           | Campionato africano di hockey su prato maschile del 2005 | Pretoria, Sudafrica    | Sudafrica                                                 |
| 15-19 novembre 2005        | Coppa d'Oceania del 2005                                 | Suva, Figi             | Australia                                                 |
| 12-23 aprile 2006          | Qualificazioni                                           | Changzhou, Cina        | Nuova Zelanda Corea del Sud Inghilterra Pakistan Giappone |

## Arbitri
- Xavier Adell
- Christian Blasch
- Henrik Ehlers
- David Gentles
- Murray Grime
- Hamish Jamson
- Kim Hong-lae

- Satinder Kumar
- David Leiper
- Andy Mair
- Sumesh Putra
- Amarjit Singh
- Rob ten Cate
- John Wright

## Formula
12 squadre sono inizialmente state inserite in due gironi composti da sei (6) squadre ciascuno, in cui ogni squadra ha affrontato le altre appartenenti allo stesso girone. Le prime due di ogni gruppo si sono qualificate alle semifinali del torneo a eliminazione diretta, in cui le due vincenti hanno avuto accedesso alla finalissima per la medaglia d'oro, mentre le due perdenti hanno disputato la finale 3º-4º posto che assegna la medaglia di bronzo.

## Risultati

### Fase preliminare
Le migliori due squadre di ogni gruppo passano alle semifinali.
|  | Qualificate alle semifinali |
|  | Eliminate                   |

#### Gruppo A
| Squadra       | Pt | PG | V | P | S | GF | GS | Diff.za |
| ------------- | -- | -- | - | - | - | -- | -- | ------- |
| Australia     | 12 | 5  | 4 | 0 | 1 | 18 | 5  | 13      |
| Spagna        | 11 | 5  | 3 | 2 | 0 | 13 | 7  | 6       |
| Nuova Zelanda | 7  | 5  | 2 | 1 | 2 | 10 | 14 | −4      |
| Pakistan      | 5  | 5  | 1 | 2 | 2 | 10 | 10 | 0       |
| Argentina     | 4  | 5  | 1 | 1 | 3 | 5  | 12 | −7      |
| Giappone      | 3  | 5  | 1 | 0 | 4 | 7  | 15 | −8      |

#### Partite Gruppo A
| Arbitro: | Henrik Ehlers Rob ten Cate |

|  |           |                             |
|  | Marcatori | Shaw 17’ Shaw 23’ Child 37’ |

| Arbitro: | Xavier Adell Hamish Jamson |

|                                        |           |  |
| Abbas 9’ Butt 12’ Abbas 64’ Abbasi 68’ | Marcatori |  |

| Arbitro: | Christian Blasch John Wright |

|           |           |                             |
| Elder 47’ | Marcatori | Tubau 8’ Amat 21’ Ribas 41’ |

| Arbitro: | David Leiper Amarjit Singh |

|                                              |           |                                          |
| Couzins 14’ Hopping 18’ Couzins 36’ Shaw 53’ | Marcatori | Abbasi 9’ Zubair 21’ Butt 42’ Zubair 65’ |

| Arbitro: | David Gentles Rob ten Cate |

|           |           |               |
| Tubau 39’ | Marcatori | Cammareri 50’ |

| Arbitro: | John Wright Kim Hong-lae |

|  |           |           |
|  | Marcatori | Child 43’ |

| Arbitro: | Andy Mair Satinder Kumar |

|  |           |                                             |
|  | Marcatori | Doerner 23’ Ford 24’ McCann 30’ Hammond 55’ |

| Arbitro: | Sumesh Putra Henrik Ehlers |

|                    |           |                     |
| Butt 10’ Abbas 52’ | Marcatori | Freixa 27’ Amat 41’ |

| Arbitro: | Amarjit Singh Rob ten Cate |

|                             |           |            |
| McCann 6’ Elder 8’ Ford 54’ | Marcatori | Fukuda 16’ |

| Arbitro: | Murray Grime Christian Blasch |

|                                 |           |          |
| Alegre 10’ Freixa 19’ Tubau 36’ | Marcatori | Shaw 40’ |

| Arbitro: | Rob ten Cate Kim Hong-lae |

|          |           |  |
| Vila 41’ | Marcatori |  |

| Arbitro: | John Wright Amarjit Singh |

|           |           |                                                                           |
| Patel 20’ | Marcatori | Dwyer 2’ McCann 26’ Elder 32’ Naylor 48’ Brooks 55’ Dwyer 64’ Doerner 66’ |

| Arbitro: | Hamish Jamson Satinder Kumar |

|                                       |           |                                 |
| Ito 7’ Ozawa 44’ Sakamoto 61’ Ito 69’ | Marcatori | Vila 32’ Vila 35’ Cammareri 47’ |

| Arbitro: | David Gentles Andy Mair |

|                  |           |                                           |
| Katayama 15’ 49’ | Marcatori | Amat 22’ Freixa 44’ Freixa 58’ Freixa 66’ |

| Arbitro: | Christian Blasch Kim Hong-lae |

|                                 |           |  |
| George 14’ Dwyer 32’ George 51’ | Marcatori |  |

#### Gruppo B
| Squadra       | Pt | PG | V | P | S | GF | GS | Diff.za |
| ------------- | -- | -- | - | - | - | -- | -- | ------- |
| Germania      | 11 | 5  | 3 | 2 | 0 | 12 | 5  | 7       |
| Corea del Sud | 11 | 5  | 3 | 2 | 0 | 8  | 5  | 3       |
| Paesi Bassi   | 10 | 5  | 3 | 1 | 1 | 16 | 9  | 7       |
| Inghilterra   | 6  | 5  | 2 | 0 | 3 | 10 | 10 | 0       |
| Sudafrica     | 2  | 5  | 0 | 2 | 3 | 4  | 13 | −9      |
| India         | 1  | 5  | 0 | 1 | 4 | 7  | 15 | −8      |

#### Partite Gruppo B
| Arbitro: | David Leiper Sumesh Putra |

|                                     |           |                                         |
| Zeller 27’ Hentschel 59’ Zeller 70’ | Marcatori | Shivendra Singh 57’ Shivendra Singh 64’ |

| Arbitro: | David Gentles Amarjit Singh |

|                                     |           |                         |
| Hyo-Sik 12’ Hyo-Sik 15’ Jong-ho 59’ | Marcatori | Brouwer 48’ Taekema 53’ |

| Arbitro: | Murray Grime Kim Hong-lae |

|                                |           |                                     |
| Shivendra Singh 28’ Tirkey 66’ | Marcatori | Tindall 53’ Mantell 57’ Mantell 61’ |

| Arbitro: | Andy Mair Satinder Kumar |

|                        |           |  |
| Taekema 16’ Derikx 65’ | Marcatori |  |

| Arbitro: | Henrik Ehlers Sumesh Putra |

|  |           |               |
|  | Marcatori | Sung-hoon 59’ |

| Arbitro: | Christian Blasch Hamish Jamson |

|            |           |            |
| Symons 64’ | Marcatori | Tirkey 14’ |

| Arbitro: | Murray Grime Xavier Adell |

|                       |           |                         |
| Zeller 48’ Fürste 54’ | Marcatori | Brouwer 37’ Reckers 42’ |

| Arbitro: | David Gentles John Wright |

|             |           |                       |
| Mantell 34’ | Marcatori | Zeller 24’ Zeller 42’ |

| Arbitro: | David Leiper Christian Blasch |

|                           |           |                          |
| Jong-hyun 21’ Hyo-sik 50’ | Marcatori | Tsolekile 49’ Madsen 59’ |

| Arbitro: | Xavier Adell Sumesh Putra |

|           |           |                             |
| Singh 46’ | Marcatori | Jong-hyun 63’ Jong-hyun 69’ |

| Arbitro: | Satinder Kumar Henrik Ehlers |

|                                                           |           |                                  |
| Floris de Nooijer 19’ Brouwer 21’ Taekema 45’ Taekema 63’ | Marcatori | Daly 10’ Mantell 14’ Tindall 39’ |

| Arbitro: | David Leiper Rob ten Cate |

|                                                                  |           |  |
| Zeller 5’ Witthaus 32’ Hentschel 64’ Witthaus 66’ Biederlack 69’ | Marcatori |  |

| Arbitro: | Andy Mair David Gentles |

|            |           |                                                                          |
| Tirkey 14’ | Marcatori | Taekema 13’ Taekema 15’ Taekema 26’ Taekema 30’ Weusthof 59’ Taekema 65’ |

| Mönchengladbach 13 settembre 2006, ore 16:20 UTC+2 Incontro 28 | Corea del Sud             | 0 – 0 referto | Germania | Warsteiner HockeyPark\| Arbitro: \| John Wright Henrik Ehlers \| |
| Arbitro:                                                       | John Wright Henrik Ehlers |               |          |                                                                  |

| Arbitro: | Murray Grime Sumesh Putra |

|            |           |                                     |
| Symons 10’ | Marcatori | Tindall 21’ Mantell 42’ Mantell 50’ |

### Classifica dal quinto al dodicesimo posto
|  | Eliminatorie | Eliminatorie | Eliminatorie |           |          | 9º classificato  | 9º classificato  | 9º classificato  |  |
|  |              |              |              |           |          |                  |                  |                  |  |
|  | Giappone     | Giappone     | 5            |           |          |                  |                  |                  |  |
|  | Giappone     | Giappone     | 5            |           |          |                  |                  |                  |  |
|  | Sudafrica    | Sudafrica    | 2            |           |          |                  |                  |                  |  |
|  | Sudafrica    | Sudafrica    | 2            |           | Giappone | Giappone         | 2                |                  |  |
|  |              |              |              |           | Giappone | Giappone         | 2                |                  |  |
|  |              |              | Argentina    | Argentina | 1        |                  |                  |                  |  |
|  | Argentina    | Argentina    | Argentina    | Argentina | 1        | 3                |                  |                  |  |
|  | Argentina    | Argentina    |              |           |          | 3                |                  |                  |  |
|  | India        | India        | 2            |           |          | 11º classificato | 11º classificato | 11º classificato |  |
|  | India        | India        | 2            |           |          |                  |                  |                  |  |
|  |              |              |              |           |          |                  |                  |                  |  |
|  |              |              |              |           |          | India            | India            | 1                |  |
|  |              |              |              |           |          | India            | India            | 1                |  |
|  |              |              |              |           |          | Sudafrica        | Sudafrica        | 0                |  |

#### Eliminatorie
| Arbitro: | Xavier Adell Sumesh Putra |

|                                                          |           |                       |
| Yoshida 7’ Ito 25’ Fukuda 47’ Mitsuru Ito 61’ Fukuda 67’ | Marcatori | Symons 37’ Symons 58’ |

| Arbitro: | David Leiper Hamish Jamson |

|                               |           |                             |
| Vila 41’ Paredes 51’ Vila 62’ | Marcatori | Halappa 3’ Rajpal Singh 54’ |

#### Undicesimo e dodicesimo posto
| Arbitro: | Murray Grime Sumesh Putra |

|  |           |                  |
|  | Marcatori | Rajpal Singh 54’ |

#### Nono e decimo
| Arbitro: | Satinder Kumar Christian Blasch |

|                     |           |                |
| Yoshida 37’ Ito 69’ | Marcatori | R. N. Vila 56’ |

|  | Eliminatorie  | Eliminatorie  | Eliminatorie |          |             | 5º classificato | 5º classificato | 5º classificato |  |
|  |               |               |              |          |             |                 |                 |                 |  |
|  | Inghilterra   | Inghilterra   | 4            |          |             |                 |                 |                 |  |
|  | Inghilterra   | Inghilterra   | 4            |          |             |                 |                 |                 |  |
|  | Nuova Zelanda | Nuova Zelanda | 3            |          |             |                 |                 |                 |  |
|  | Nuova Zelanda | Nuova Zelanda | 3            |          | Inghilterra | Inghilterra     | 1               |                 |  |
|  |               |               |              |          | Inghilterra | Inghilterra     | 1               |                 |  |
|  |               |               | Pakistan     | Pakistan | 0           |                 |                 |                 |  |
|  | Pakistan      | Pakistan      | Pakistan     | Pakistan | 0           | 3               |                 |                 |  |
|  | Pakistan      | Pakistan      |              |          |             | 3               |                 |                 |  |
|  | Paesi Bassi   | Paesi Bassi   | 2            |          |             | 7º classificato | 7º classificato | 7º classificato |  |
|  | Paesi Bassi   | Paesi Bassi   | 2            |          |             |                 |                 |                 |  |
|  |               |               |              |          |             |                 |                 |                 |  |
|  |               |               |              |          |             | Paesi Bassi     | Paesi Bassi     | 3               |  |
|  |               |               |              |          |             | Paesi Bassi     | Paesi Bassi     | 3               |  |
|  |               |               |              |          |             | Nuova Zelanda   | Nuova Zelanda   | 0               |  |

#### Eliminatorie
| Arbitro: | Murray Grime Amarjit Singh Xavier Adell (*ha sostituito Amarjit Singh al 35') |

|                                                 |           |                                  |
| Mantell 35’ Kirkham 46’ Mantell 60’ Tindall 70’ | Marcatori | Shaw 29’ Archibald 33’ Child 54’ |

| Arbitro: | David Leiper Kim Hong-lae |

|                                  |           |                         |
| Abbasi 10’ Abbasi 33’ Zubair 36’ | Marcatori | Reckers 42’ Taekema 47’ |

#### Settimo e ottavo
| Arbitro: | Andy Mair Satinder Kumar |

|  |           |                                       |
|  | Marcatori | Weusthof 34’ Taekema 40’ Weusthof 49’ |

#### Quinto e sesto
| Arbitro: | Rob ten Cate Kim Hong-lae |

|           |           |  |
| Jones 67’ | Marcatori |  |

### Fase a eliminazione diretta

#### Tabellone
|  | Semifinali    | Semifinali    | Semifinali |           |          | Finale          | Finale          | Finale          |  |
|  |               |               |            |           |          |                 |                 |                 |  |
|  | Australia     | Australia     | 4          |           |          |                 |                 |                 |  |
|  | Australia     | Australia     | 4          |           |          |                 |                 |                 |  |
|  | Corea del Sud | Corea del Sud | 2          |           |          |                 |                 |                 |  |
|  | Corea del Sud | Corea del Sud | 2          |           | Germania | Germania        | 4               |                 |  |
|  |               |               |            |           | Germania | Germania        | 4               |                 |  |
|  |               |               | Australia  | Australia | 3        |                 |                 |                 |  |
|  | Germania      | Germania      | Australia  | Australia | 3        | 2 (3)           |                 |                 |  |
|  | Germania      | Germania      |            |           |          | 2 (3)           |                 |                 |  |
|  | Spagna        | Spagna        | 2 (1)      |           |          | Finale 3º posto | Finale 3º posto | Finale 3º posto |  |
|  | Spagna        | Spagna        | 2 (1)      |           |          |                 |                 |                 |  |
|  |               |               |            |           |          |                 |                 |                 |  |
|  |               |               |            |           |          | Spagna          | Spagna          | 3               |  |
|  |               |               |            |           |          | Spagna          | Spagna          | 3               |  |
|  |               |               |            |           |          | Corea del Sud   | Corea del Sud   | 2               |  |

#### Semifinali
| Arbitro: | Christian Blasch Henrik Ehlers |

|                                            |           |                                   |
| George 38’ Brooks 51’ Dwyer 60’ McCann 70’ | Marcatori | Jang Jong-hyun 31’ Seong-jung 41’ |

| Arbitro: | David Gentles John Wright |

|                          |                |                           |
| Emmerling 19’ Fürste 46’ | Marcatori      | Freixa 27’ Fàbregas 47’   |
| Zeller Weß Fürste Zeller | Shootout 5 – 4 | Freixa Quemada Tubau Amat |

#### Finale per il terzo posto
| Arbitro: | David Gentles David Leiper |

|                              |           |                           |
| Tubau 9’ Freixa 40’ Amat 71’ | Marcatori | Jong-hyun 42’ Jong-ho 60’ |

#### Finale
| Arbitro: | John Wright Henrik Ehlers |

|                                                |           |                                  |
| Zeller 18’ Fürste 46’ Emmerling 49’ Zeller 54’ | Marcatori | Knowles 19’ Naylor 25’ Elder 38’ |

| Campione del mondo di Hockey su prato del 2006 |
| ---------------------------------------------- |
| Germania 2º titolo                             |

## Squadra vincitrice
| Giocatore            | Status    |
| -------------------- | --------- |
| Christian Schulte    | Portiere  |
| Ulrich Bubolz        | Portiere  |
| Philipp Crone        | Giocatore |
| Sebastian Biederlack | Giocatore |
| Eike Duckwitz        | Giocatore |
| Carlos Nevado        | Giocatore |
| Moritz Furste        | Giocatore |
| Jan-Marco Montag     | Giocatore |
| Bjoern Emmerling     | Giocatore |
| Justus Scharowsky    | Giocatore |
| Tibor Weissenborn    | Giocatore |
| Niklas Meinert       | Giocatore |
| Timo Wess            | Capitano  |
| Christopher Zeller   | Giocatore |
| Matthias Witthaus    | Giocatore |
| Philipp Zeller       | Giocatore |
| Oliver Hentschel     | Giocatore |
| Bernhard Draguhn     | Giocatore |

## Statistiche

### Classifica finale
| Classifica | Nazionale     |
| ---------- | ------------- |
| Oro        | Germania      |
| Argento    | Australia     |
| Bronzo     | Spagna        |
| 4          | Corea del Sud |
| 5          | Inghilterra   |
| 6          | Pakistan      |
| 7          | Paesi Bassi   |
| 8          | Nuova Zelanda |
| 9          | Giappone      |
| 10         | Argentina     |
| 11         | India         |
| 12         | Sudafrica     |

### Classifica marcatori
| Giocatore          | Nazionale     | Reti |
| ------------------ | ------------- | ---- |
| Taeke Taekema      | Paesi Bassi   | 11   |
| Christopher Zeller | Germania      | 8    |
| Santi Freixa       | Spagna        | 7    |
| Jang Jong-hyun     | Corea del Sud | 5    |
| James Tindall      | Inghilterra   | 5    |
| Richard Mantell    | Inghilterra   | 5    |
| Hayden Shaw        | Nuova Zelanda | 5    |
| Shivendra Singh    | India         | 4    |
| Eduard Tubau       | Spagna        | 4    |
| Pol Amat           | Spagna        | 4    |
| Troy Elder         | Australia     | 4    |
| Michael McCann     | Australia     | 4    |
| Jamie Dwyer        | Australia     | 4    |
| Akiro Ito          | Giappone      | 4    |
| Ian Symons         | Sudafrica     | 4    |

Fonte.

## Premi individuali
| Capocannoniere | Miglior giocatore | Miglior giovane    | Miglior portiere | Trofeo Fair Play |
| -------------- | ----------------- | ------------------ | ---------------- | ---------------- |
| Taeke Taekema  | Jamie Dwyer       | Christopher Zeller | Ulrich Bubolz    | Nuova Zelanda    |